# 大和高田バイパス
大和高田バイパス（やまとたかだバイパス、英語: YAMATOTAKADA BY-PASS）は、奈良県香芝市から大和高田市を経て、橿原市に至る国道24号・国道165号・国道166号のバイパス道路である。地元では高田バイパスで案内される場合がある。

## 概要
このバイパスの一部区間は南阪奈道路の一部を構成し、また、計画中の京奈和自動車道と接続することにより、広域的な道路ネットワークを形成する道路である。
なお高架区間は一見すると高速道路にも見え、自動車専用道路の南阪奈道路と接続しており、自動車専用道路と間違われることも多く、地図には自動車専用道路と誤った表記をされることもある。
高速道路ナンバリングによる路線番号は、四条ランプ - 弁之庄ランプ間の高架部のみ南阪奈道路とともに「E91」が割り振られている。

### 路線データ
- 起点：奈良県香芝市穴虫
- 終点：奈良県橿原市四条町
- 路線延長：14.4 km
- 香芝市穴虫 - 葛城市當麻（全線平面部）
  - 設計速度：60 km/h
  - 車線数：全線2車線
  - 車線幅員：3.25 m
  - 道路規格：第4種第1級

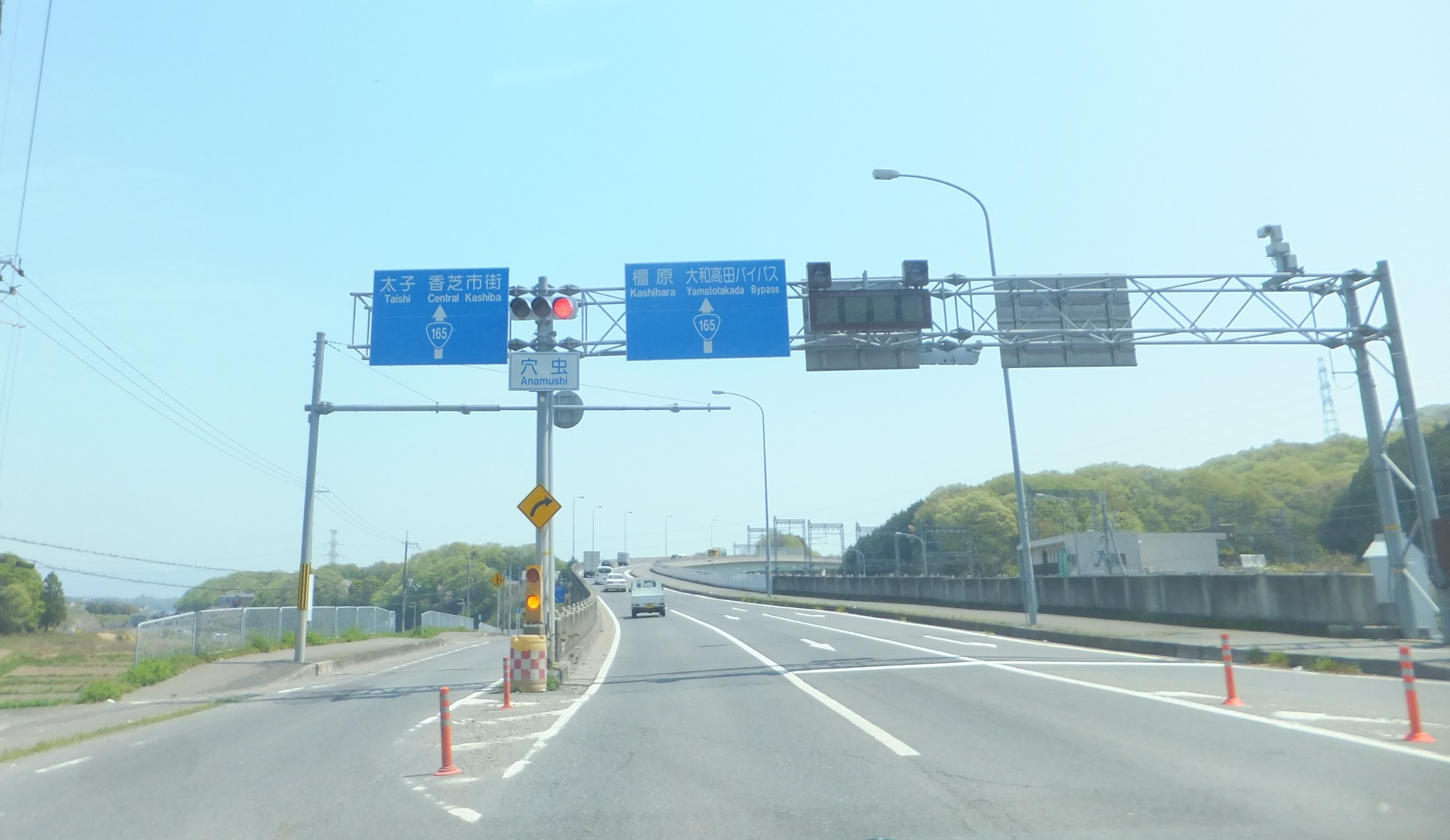
起点付近
香芝市穴虫で撮影

- 葛城市太田 - 橿原市四条町（全線高架部 + 側道部）
  - ランプ：四条ランプ - 弁之庄ランプ（下記参照）
  - 設計速度：80 km/h（制限速度は60 km/h）
  - 車線数：全線4車線（高架部） + 2車線（側道部）
  - 車線幅員：3.5 m（側道は5.5 m）
  - 道路規格：第3種第1級
- 葛城市當麻 - 葛城市太田
  - 現在は事業中

## 歴史
- 1968年（昭和43年）度：事業化。
- 1972年（昭和47年）度：都市計画決定、用地買収に着手。
- 1979年（昭和54年）度：大和高田市曽大根 - 橿原市新堂町間供用開始。
- 2000年（平成12年）度：新庄町（現・葛城市）弁之庄 - 新庄町（現・葛城市）北道穂間 (0.8 km) 供用開始。
- 2002年（平成14年）度
  - 橿原市新堂町 - 橿原市雲梯町間 (1.38 km) 4車線で供用開始。
  - 橿原市寺田町 - 橿原市四条町間 (1.1 km) 2車線で供用開始。
- 2003年（平成15年）度：橿原市雲梯町 - 橿原市四条町間 (1.815 km) 4車線で供用開始。高架上に1日だけの臨時道の駅開設。
- 2005年（平成17年）4月1日：東室 - 四条町間を国道24号に編入。

## 路線状況

### 渋滞箇所
大和高田バイパスの区間においては奈良県によって渋滞箇所が3箇所指定されている。
葛城市當麻 - 同市太田間が未開通のため、この区間は片側1車線の奈良県道30号御所香芝線の當麻寺交差点 - 太田南交差点）を利用することになる。そのため両方向が渋滞箇所に指定されている。また、国道24号現道・166号・168号と接続する東室ランプ付近、および橿原バイパスと接続する新堂ランプから雲梯ランプにかけての区間が渋滞箇所に指定されている。

### 道路施設
- 道の駅まほろば道の駅ランド（奈良県橿原市） - 2003年11月24日、国道165号大和高田バイパス延長開通記念として大和高田バイパス高架上に1日だけ臨時に開設[6]。

## 地理

### インターチェンジ・ランプなど
- 全線奈良県内に所在。
- 施設名欄の背景色が■である部分は施設が供用されていない、または完成していないことを示す。

| 路線                                                 | 施設名                                                                  | 接続路線名 | 備考                           | 車線数（往復）  | 所在地           |
| ---------------------------------------------------- | ----------------------------------------------------------------------- | --- | ------------------------------ | --------------- | ---------------- |
| 国道165号 国道25号・大阪・柏原方面                   |                                                                         | |                                |                 |                  |
| 国道165号                                            | 穴虫交差点                                                              | 県道・府道703号香芝太子線 |                                | 2               | 香芝市           |
| 国道165号                                            | 新在家北交差点                                                          | | 道の駅ふたかみパーク當麻出入口 | 2               | 葛城市           |
| 国道165号                                            | 當麻寺交差点                                                            | 県道30号御所香芝線 県道160号当麻寺線 |                                | 2               | 葛城市           |
| 国道165号                                            | この間未開通 県道30号御所香芝線で太田南交差点を経由し弁之庄ランプに接続 | |                                |                 | 葛城市           |
| 国道165号 国道166号                                  | 弁之庄ランプ 太田南交差点                                               | E91〈南阪奈道〉 新庄出入口（高架部） 県道30号御所香芝線・南阪奈道 葛城IC（平面部）                                                                   | 橿原方面ハーフIC               | 高架部4 平面部2 | 葛城市           |
| 国道165号 国道166号                                  | 新庄ランプ                                                              | | 橿原方面ハーフIC               | 高架部4 平面部2 | 葛城市           |
| 国道165号 国道166号                                  | 東室ランプ                                                              | 国道24号（和歌山方面）・国道166号（高田方面） 国道168号                                                                                              |                                | 高架部4 平面部2 | 葛城市           |
| 国道24号 国道165号                                   | 東室ランプ                                                              | 国道24号（和歌山方面）・国道166号（高田方面） 国道168号                                                                                              | 大和高田市                     | 高架部4 平面部2 |                  |
| 国道24号 国道165号                                   | 勝目ランプ                                                              | 県道116号大和高田御所線 | 大和高田市                     | 高架部4 平面部2 | 香芝方面ハーフIC |
| 国道24号 国道165号                                   | 新堂ランプ                                                              | 国道24号 〈橿原バイパス〉（京奈和道 橿原北IC方面） 京奈和道 橿原高田IC（橿原北IC - 橿原高田ICは未開通） 国道165号旧道（香芝方面） 県道35号橿原高取線 | 香芝方面ハーフIC               | 高架部4 平面部2 | 橿原市           |
| 国道24号 国道165号                                   | 雲梯ランプ                                                              | 県道207号見瀬五井線 |                                | 高架部4 平面部2 | 橿原市           |
| 国道24号 国道165号                                   | 四条ランプ                                                              | 国道24号（京都方面）・国道165号旧道（橿原方面） 国道166号（高田／橿原方面） 県道161号畝傍御陵前停車場四条線                                          |                                | 高架部4 平面部2 | 橿原市           |
| 国道165号 国道166号 （松阪方面）・津・名張・桜井方面 |                                                                         | |                                |                 |                  |